# Єлизаров Олексій Костянтинович
Єлизаров Олексій Костянтинович — український організатор кіновиробництва.

## Життєпис
Народився 16 лютого 1916 р. у с. Єрмольцино Ярославської області в родині селянина. 
Учасник Німецько-радянської війни. 
До 1948 р. служив в органах державної безпеки, потім перебував на адміністративній роботі в Київському державному університеті ім. Т. Г. Шевченка. Був режисером і сценаристом Київської кіностудії навчальних фільмів, директором студії «Укртелефільм» і «Укррекламфільм».
Творчу діяльність розпочав 1942 р. Поставив близько 14 навчальних стрічок («У рідному домі», «Курс на автоматизацію», «Шляхами Тараса», «За вірним компасом», «Сторінки ленінського плану» тощо).
Автор ряду п'єс, сценаріїв хронікально-документальних і науково-популярних кінокартин. Серед них — «Атом допомагає нам» (у співавторстві), що був удостоєний Ломоносівської премії. Нагороджений орденом Червоної Зірки, медалями. 
Був членом Спілки кінематографістів України.
Помер 13 березня 1988 р. в Києві. 

## Джерело
- Єлизаров (рос.) [Архівовано 20 квітня 2014 у Wayback Machine.]